# Jana Feldkamp
Jana Feldkamp (Dinslaken; 15 de marzo de 1998) es una futbolista alemana. Juega como centrocampista en el 1899 Hoffenheim de la Bundesliga Femenina de Alemania. Es internacional con la selección de Alemania.

## Trayectoria
Feldkamp comenzó a jugar al fútbol en 2004 en el STV Hünxe de su ciudad natal, antes de mudarse a Essen en 2011. Allí jugó para el SGS Essen en las categorías juveniles de la Bundesliga de 2013 a 2015 y escaló al equipo mayor que disputaba la primera división en la segunda mitad de la temporada 2014-15. Debutó en la Bundesliga Femenina el 22 de febrero de 2015 en un partido ante el FF USV Jena como suplente. Una semana después, marcó su primer gol en la liga en la victoria por 2-0 contra el Herforder SV.
En abril de 2021 anunció su intención de unirse al TSG 1899 Hoffenheim a partir de julio y firmó con el club hasta 2023.
En julio de 2017, Feldkamp recibió la Medalla Fritz Walter de la DFB como mejor jugador juvenil.

## Selección nacional
Feldkamp debutó el 17 de abril de 2013 en la sub-15 de Alemania y fue también una jugadora habitual en las categorías sub-16 y sub-17. Participó en el Campeonato Europeo Sub-19 de 2016, jugando en los 3 partidos. Con la sub-20 disputó el Mundial Sub-20 de 2016 y el Mundial Sub-20 de 2018, donde su país se despidió en cuartos de final.
En abril de 2021 se estrenó con la selección absoluta de Alemania.

## Estadísticas

### Clubes
| Club            | País     | Año             |
| --------------- | -------- | --------------- |
| SGS Essen       | Alemania | 2015 - 2021     |
| 1899 Hoffenheim | Alemania | 2021 - presente |

## Distinciones individuales
| Distinción                 | Año  |
| -------------------------- | ---- |
| Medalla Fritz Walter (Oro) | 2017 |